# Museo de la Aldea del Banato
El Museo de la Aldea del Banato (en rumano: Muzeul Satului Bănățean), es un museo etnográfico situado al aire libre en la ciudad de Timișoara fundado por Ioachim Milo en 1928.
Este museo es el único de todos los museos etnográficos que tratan el estilo arquitectónico rural rumano que consta de centro cívico, formado por el edificio del ayuntamiento, la iglesia, la escuela y la casa de la cultura en las que se desarrollan la mayoría de las actividades culturales educativas y científicas que se hacen en el museo. En la plaza cívica, el principal escenario al aire libre, se desarrollan en verano cada domingo "la hora de la aldea", un espectáculo etno-folclórico.